# Stay Alive
Stay Alive è un film horror del 2006, scritto e diretto da William Brent Bell. Il film è stato prodotto da McG e co-prodotto dalla Hollywood Pictures. Negli USA è uscito il 24 marzo 2006.

## Trama
Loomis Crowley sta testando una versione beta del videogioco survival horror Stay Alive quando quasi subito il suo alter ego digitale viene attaccato e muore impiccato. Quella notte, il ragazzo si sveglia dopo aver avuto un incubo. Percependo la presenza di un intruso, cerca di avvertire gli altri inquilini ma li trova assassinati. Loomis tenta di scappare, ma presto muore impiccato proprio come nel videogioco.
Hutch, un amico di Loomis, viene informato dell’accaduto. Al funerale Hutch conosce Abigail, una conoscente di Loomis, e incontra sua sorella Emma, che gli consegna una borsa contenente i videogiochi del fratello. Dopo il funerale, Hutch e i suoi amici October, Phineus e Swink decidono di giocare insieme a Stay Alive, in onore di Loomis. A loro si aggiungono anche Abigail e Miller, il capo di Hutch, che partecipa dal proprio ufficio. I partecipanti scoprono increduli che per avviare il gioco è necessario recitare l'inquietante "Preghiera di Elizabeth". Presto l'avatar di Miller viene ucciso nel gioco e poco dopo anche lui muore nello stesso modo. Hutch intuisce quindi che la morte dell'amico e quella di Miller sono collegate strettamente al gioco.
Hutch decide di indagare e interpellare direttamente gli sviluppatori di Stay Alive, mentre October trova informazioni su Erzsébet Báthory (la Elizabeth della preghiera del gioco), una nobile ungherese e assassina seriale del XVI secolo, morta nella torre dove era stata segregata dalle autorità locali, una volta venuti alla luce i suoi efferati crimini. Capisce quindi che lo spirito della contessa sta usando il videogioco per mietere nuove vittime. Phineus torna a giocare e perde la partita; qualche ora dopo muore travolto da una carrozza fantasma materializzatasi all'improvviso. Anche un poliziotto, mentre indaga sull’accaduto, gioca a sua volta, perdendo e venendo ucciso poco dopo dallo spirito della contessa. Frattanto October scopre nell'antico testo Malleus Maleficarum il metodo per distruggere l'anima della contessa: sarà necessario trafiggerne il corpo con tre chiodi (al cuore, alla gola e alla testa) e quindi bollirne il sangue. Poco dopo, però, muore per mano della contessa, la quale ora uccide anche senza partecipare alla partita.
Hutch, Swink e Abigail raggiungono la sede della software house del gioco: vi trovano il medesimo scenario di Stay Alive, la casa della contessa. Hutch e Abigail entrano, mentre Swink rimane a guidarli dall’esterno, sfruttando la mappa del gioco. Hutch riesce a scorgere la torre in cui la contessa era stata murata viva, ma Abigail viene attaccata dal suo spirito, dopo aver trovato il suo diario. Abigail viene poi salvata da Swink, che con il proprio avatar riesce ad allontanare lo spirito; Swink non riesce però a evitare la morte del proprio avatar. Esce dal furgone e viene inseguito dallo spirito della contessa, cadendo in un roseto e venendo raggiunto. Le rose hanno però il potere di allontanare la contessa. Hutch e Abigail riescono infine a raggiungere la torre e la salma di Elizabeth Bathory. Mentre Abigail lotta con lo spirito, Hutch trafigge la salma con tre chiodi, ma il corpo della contessa si rianima e si solleva. Quando sta per attaccare il ragazzo, Hutch le mostra la propria immagine riflessa, sul computer. Non sopportando la propria immagine invecchiata, la Bathory emette un grido e, approfittando della sua distrazione, Hutch dà fuoco alla stanza, sfruttando l’olio di una lampada caduta. Hutch, Abigail e Swink riescono quindi a fuggire, mentre il corpo della contessa brucia tra le fiamme.
Nei giorni successivi, però, in un negozio di videogiochi un commesso avvia Stay Alive: il gioco è stato quindi commercializzato.

## Produzione
Stay Alive è stato l'ultimo film completato a New Orleans, Louisiana prima dell'uragano Katrina. Il film è stato girato in appena venticinque giorni.
Steve Zahn era inizialmente stato scelto per il ruolo di Miller, ma in seguito, fu scelto Adam Goldberg. Ben Foster si era recato al provino per il ruolo di Hutch O'Neill, ma questo fu assegnato al fratello Jon Foster, in quanto Ben pensò che quel ruolo gli si addicesse maggiormente. Milo Ventimiglia ha dovuto indossare lenti a contatto per poter vedere attraverso i pesanti occhiali del suo personaggio. CliffyB fu il consulente di videogiochi per il film.

## Accoglienza

### Incassi
Durante il primo weekend di programmazione in Nord America il film ha incassato 10726406 $. A livello mondiale il film ha incassato 27105095 $, di cui 23086480 $ solo in Nord America.

### Critica
Rotten Tomatoes assegna al film un indice di gradimento del 10% sulla base di 59 recensioni di professionisti. Metacritic assegna invece un voto di 24 su 100 sulla base di 17 recensioni.

## DVD
Il DVD del film è uscito negli USA martedì 19 settembre 2006. Ne sono state create due versioni: una da 100 minuti e l'altra da 85. I 15 minuti in più includono un nuovo personaggio. Il DVD in lingua italiana è uscito il 22 agosto del 2007.